# Македония (1911)
Вижте пояснителната страница за други значения на Македония.
„Македония“ (на гръцки: Μακεδονία) е гръцки ежедневен вестник, издаван в Солун и разпространяван в Егейска Македония. „Македония“ е най-известният и най-продаваният политически вестник в Северна Гърция.
Издаден за пръв път в 1911 година от Константинос Велидис, вестникът е един от най-старите гръцки ежедневници. В 1936 година е оглавен от сина на Велидис - Йоанис Велидис. Собственик на вестника е компанията „Македоники Ектипотики“.